# Kibramoa guapa
Kibramoa guapa är en spindelart som beskrevs av Willis J. Gertsch 1958. Kibramoa guapa ingår i släktet Kibramoa och familjen Plectreuridae. Inga underarter finns listade i Catalogue of Life.